# Sphinx (roman)
Sphinx est un roman expérimental d'Anne F. Garréta ayant reçu un assez grand succès à sa sortie. Aucune indication ou marque de genre ne sont présentes à propos des deux protagonistes Je et A***. Plusieurs articles universitaires ont abordé ce roman et la contrainte de Turing.[réf. nécessaire]

## Éditions
Une première édition est publiée chez Grasset en 1986.
Une réédition est publiée chez La Librairie générale française (coll. « Le Livre de poche » no 6344) en 1987.